# ریویا اوگاوا
ریویا اوگاوا (انگلیسی: Ryoya Ogawa؛ زادهٔ ۲۴ نوامبر ۱۹۹۶) بازیکن فوتبال اهل ژاپن است.
از باشگاه‌هایی که در آن بازی کرده‌است می‌توان به باشگاه فوتبال توکیو اشاره کرد.